# Enzima

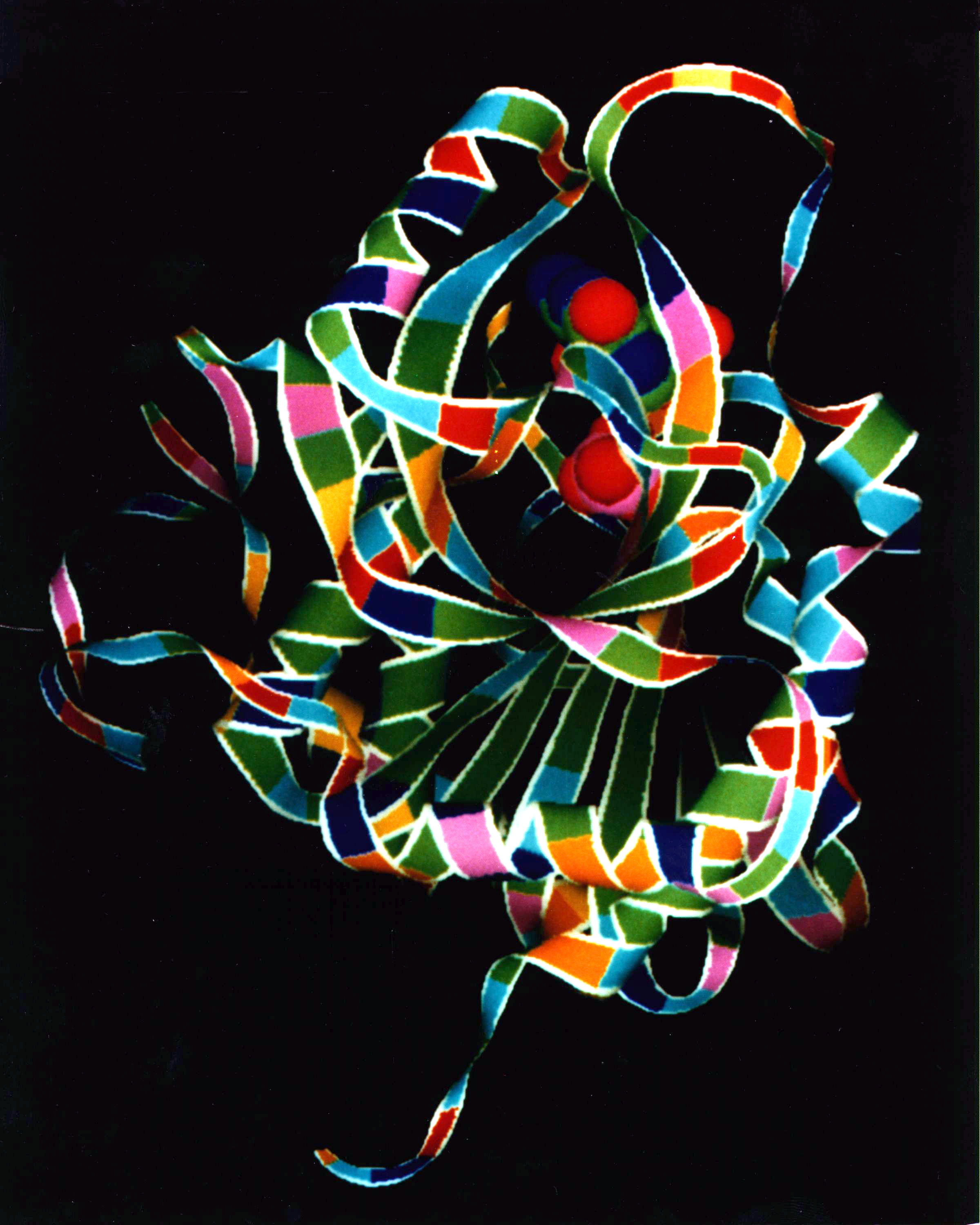
Immagine generata al computer dell'enzima Purina nucleoside fosforilasi

In biochimica, si definisce enzima un catalizzatore dei processi biologici.
Gli enzimi sono costituiti da proteine globulari idrosolubili in grado di catalizzare una reazione chimica similmente ai ribozimi, che invece sono costituiti da molecole di RNA.
Il processo di catalisi indotto da un enzima (come da un qualsiasi altro catalizzatore positivo) consiste in un aumento della velocità di reazione e quindi in un più rapido raggiungimento dello stato di equilibrio termodinamico. Un enzima incrementa unicamente le velocità delle reazioni chimiche, diretta e inversa (dal composto A al composto B e viceversa), intervenendo sui processi che ne regolano la spontaneità, mediante riduzione dell'energia di attivazione. In altre parole, agiscono dal punto di vista cinetico, senza modificare la termodinamica del processo, favorendo così reazioni che, a causa di un'elevata energia d'attivazione, avverrebbero troppo lentamente o non avverrebbero affatto (pur essendo termodinamicamente favorite), se non in condizioni non compatibili con la vita stessa, ad esempio a temperature troppo elevate (vedi l'ossidazione degli zuccheri).
La spontaneità di una reazione è infatti legata strettamente all'energia d'attivazione, cioè alla cinetica, prima ancora che alla stabilità termodinamica dei prodotti. A titolo d'esempio si pensi al legno, la cui reazione con l'ossigeno (combustione) è termodinamicamente molto favorita, ma non può avvenire spontaneamente a causa dell'elevata energia d'attivazione richiesta dalla stessa (necessita infatti elevata temperatura per innescarla).
Il ruolo di un enzima consiste nel facilitare le reazioni attraverso l'interazione tra il substrato (la molecola o le molecole che partecipano alla reazione) e il proprio sito attivo (la parte di enzima in cui avvengono le reazioni), formando un complesso. Avvenuta la reazione, il prodotto viene allontanato dall'enzima, che rimane disponibile per iniziarne una nuova. L'enzima infatti non viene consumato durante la reazione.

## Concetti generali
Come tutti i catalizzatori positivi, anche gli enzimi permettono una riduzione dell'energia di attivazione (Ea) di una reazione, accelerando in modo consistente la sua velocità. La maggior parte delle reazioni biologiche catalizzate da enzimi ha una velocità superiore di milioni di volte alla velocità che avrebbero senza alcun catalizzatore. Come per tutti i catalizzatori, gli enzimi non sono solitamente consumati dalla reazione che catalizzano, né alterano l'equilibrio chimico della reazione.
In ogni caso, la differenza principale degli enzimi dagli altri catalizzatori chimici è la loro estrema specificità di substrato. Essi infatti sono in grado di catalizzare solo una reazione o pochissime reazioni simili, poiché il sito attivo interagisce con i reagenti in modo stereospecifico (è sensibile anche a piccolissime differenze della struttura tridimensionale).
Secondo la banca dati ExplorEnz della IUBMB, sono state individuate finora 4 038 reazioni biochimiche catalizzate da enzimi. Tutti gli enzimi sono proteine, ma non tutti i catalizzatori biologici sono enzimi, dal momento che esistono anche catalizzatori costituiti di RNA, chiamati ribozimi.
L'attività enzimatica può essere influenzata da altre molecole. Esistono infatti molecole in grado di inibire tale attività (molti farmaci e veleni sono inibitori enzimatici). Sono note anche molecole attivatrici dell'enzima, in grado di aumentarne l'attività. L'attività è anche influenzata dalla temperatura, dal pH e dalla concentrazione di substrato.
Alcuni enzimi sono utilizzati per fini industriali. La sintesi chimica di numerosi farmaci, ad esempio, è portata a termine attraverso l'utilizzo di enzimi. Anche diversi prodotti di uso domestico fanno ampio uso di enzimi. Diversi detersivi contengono enzimi per velocizzare la degradazione delle proteine e dei lipidi che compongono le macchie. La papaina, enzima estratto dalla papaia, è invece utilizzato in numerosi prodotti per le sue caratteristiche proteolitiche: dall'intenerimento della carne, processo noto già agli indigeni americani, all'utilizzo in applicazioni topiche sulle ferite e sulle cicatrici.

## Storia

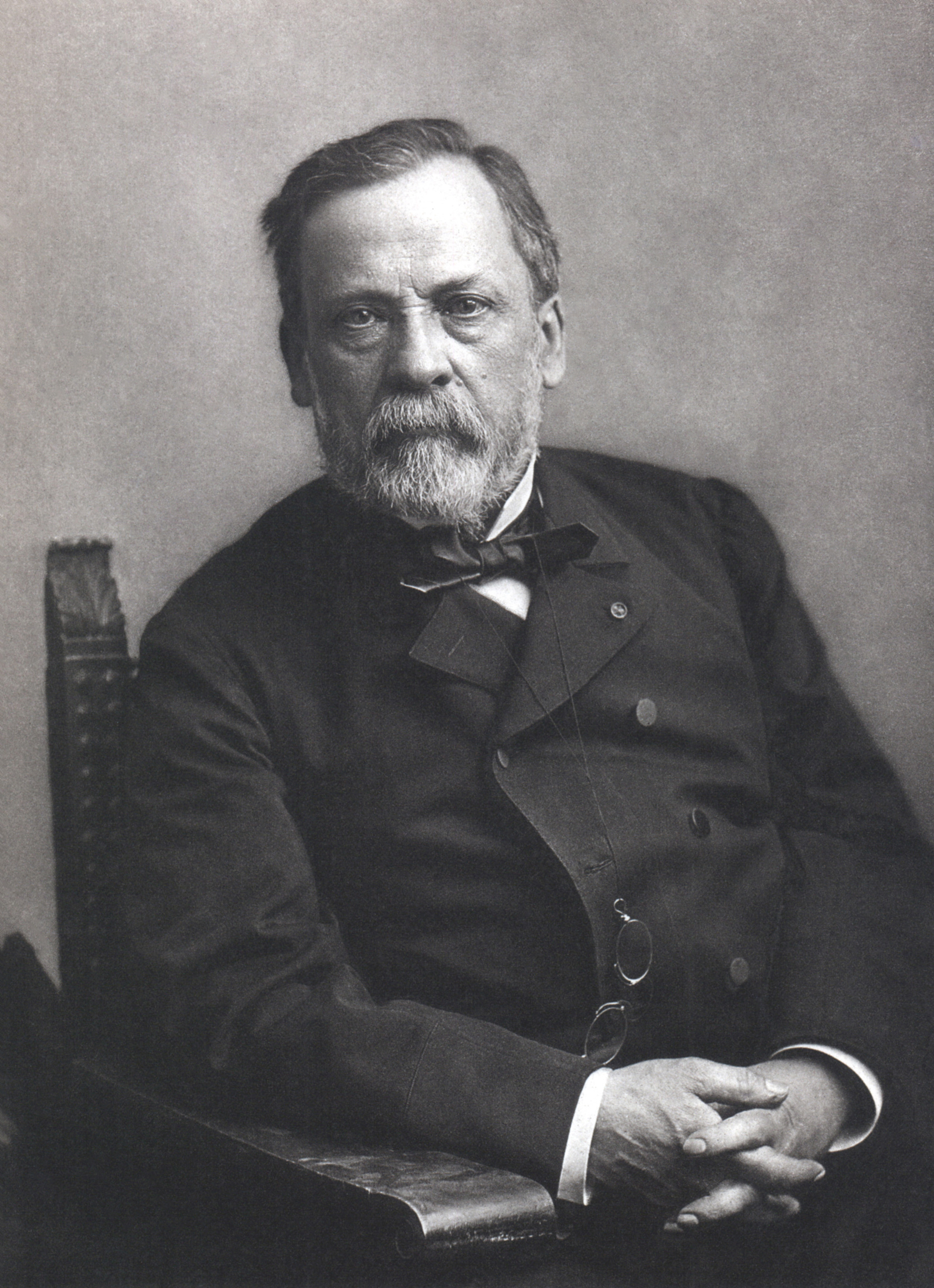
Louis Pasteur

Gli uomini primitivi trovandosi nella necessità di conservare il più a lungo possibile il latte cominciarono a produrre il formaggio: per caso o per osservazione dei visceri di animali macellati scoprirono che lo stomaco dei vitelli e delle giovani capre cagliava il latte. Solo molte centinaia di anni dopo si comprese che il caglio non era altro che il prodotto di un enzima. Sebbene fin dalla fine del XVII secolo processi come la digestione della carne a opera dei secreti gastrici o la conversione di amido a glucosio attraverso la saliva erano ampiamente noti, gli esatti meccanismi attraverso cui questi eventi avessero luogo, invece, erano del tutto sconosciuti.
Nel XIX secolo, Louis Pasteur suggerì che fosse la presenza di entità da lui chiamate fermenti, contenute all'interno delle cellule di lievito, e prive di ogni funzione all'esterno delle cellule, a far avvenire questi processi. Scrisse che la fermentazione alcolica è un processo correlato con la vita e l'organizzazione delle cellule di lievito, e non con la morte e la putrefazione delle cellule stesse.
La parola enzima fu utilizzata per la prima volta nel 1878 dal fisiologo Wilhelm Kühne. Egli scelse tale parola (in greco ἐν ζύμῳ - en zýmō - significa all'interno del lievito) proprio perché si riteneva che entità del genere potessero trovarsi solo all'interno di cellule di lievito.

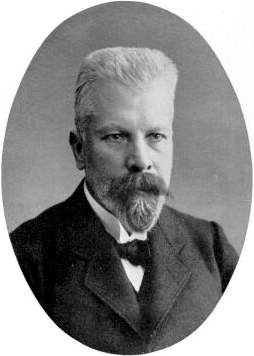
Eduard Buchner

Nel 1897 Eduard Buchner iniziò a studiare la capacità degli estratti di lievito di portare a termine le fermentazioni di zuccheri, anche in assenza di cellule di lievito integre. Gli esperimenti che portò a termine presso l'Università di Berlino gli permisero di determinare che tali fermentazioni avvengono anche in assenza di cellule vive di lievito. Egli chiamò zimasi l'enzima che aveva portato a termine la fermentazione del saccarosio. Nel 1907 Buchner ricevette il Premio Nobel per la Chimica per le ricerche biochimiche e la scoperta della fermentazione indipendente dalla cellula.
In seguito alla dimostrazione del funzionamento degli enzimi indipendentemente da una cellula vivente, la ricerca si focalizzò sulla natura chimica degli enzimi stessi. Numerose evidenze mostravano la stretta associazione tra proteine e attività enzimatica, ma una parte influente della comunità scientifica del primo Novecento (tra cui il Premio Nobel Richard Willstätter) sosteneva che le proteine non fossero altro che semplici trasportatori degli enzimi. Lo scienziato affermava che gli enzimi fossero formati da una parte colloidale proteica, chiamata apoenzima (o apofermento) e da un gruppo attivo chiamato coenzima (o cofermento). I cofermenti determinerebbero la specificità dell'azione degli enzimi.
Nel 1926, in ogni caso, James Sumner mostrò come l'enzima ureasi fosse una proteina vera e propria cristallizzandolo. Nel 1937 Sumner dimostrò lo stesso per la catalasi. Furono comunque i lavori di Northrop e Stanley sugli enzimi digestivi pepsina, tripsina e chimotripsina a confermare definitivamente le ipotesi di Sumner. I tre ricercatori furono premiati con il Premio Nobel nel 1946.
La scoperta che gli enzimi fossero cristallizzabili diede il via a una corsa tesa alla definizione delle strutture tridimensionali degli enzimi attraverso tecniche come la cristallografia a raggi X. La prima macromolecola a essere definita con questa tecnica fu il lisozima, enzima deputato alla digestione della parete batterica e contenuto nelle lacrime, nella saliva, nell'albume. La cristallizzazione del lisozima fu portata a termine dal gruppo coordinato da David Chilton Phillips nel 1965 e segnò di fatto l'inizio della biologia strutturale.
Oggi la ricerca sugli enzimi focalizza l'attenzione ai componenti derivati, ovvero i cosiddetti substrati (anche detti componenti enzimatici), che vengono lavorati dagli enzimi esternamente al corpo umano. 
Tramite processi industriali e reattori sequenziali vengono elaborate e combinate sostanze primarie, come il mais, con delle cascate enzimatiche, ottenendo dei prodotti che vengono immediatamente riconosciuti dalla cellula e quindi utilizzabili senza ulteriori processi a carico della cellula stessa. 
I componenti generati dagli enzimi hanno la primaria funzione di alimentare energeticamente le cellule umane. Il lavoro di trasformazione dei componenti è già stato effettuato a monte da processi enzimatici indotti, o comunque artificiali, ottenendo in questo modo un prodotto utilizzabile immediatamente dalla cellula spesso riconducibile all'ATP.
Con questa procedura di lavorazione le molecole ottenute non rischiano di avere un deficit deformazionale che, nel caso fosse presente, come ad esempio la modifica di un aminoacido, la proteina ottenuta avrebbe una struttura tridimensionale alterata che spesso sono causa di malattie.
Si configura in questo modo la capacità di utilizzo dell'energia cellulare anche da parte di cellule malate (o comunque in stato di deficit) che riescono in questo modo ad approvvigionarsi energeticamente e quindi continuare a svolgere le loro funzioni. Questo nuovo approccio all'utilizzo degli enzimi viene identificato con il termine enzimologia.

## Funzioni biologiche
Gli enzimi portano a termine una gran quantità di funzioni all'interno degli organismi viventi.
- Una delle caratteristiche più importanti degli enzimi è la possibilità di lavorare in successione, creando un pathway metabolico. Nei pathway, ogni enzima utilizza il prodotto della reazione precedente come substrato. È la presenza degli enzimi a determinare i passaggi del pathway: senza enzimi, il metabolismo non passerebbe attraverso gli stessi passaggi e non sarebbe in grado di generare prodotti a una velocità sufficiente per le esigenze della cellula. Ad esempio, un pathway come la glicolisi non potrebbe esistere in assenza degli enzimi che la compongono. Il glucosio, ad esempio, è in grado di reagire direttamente con l'adenosintrifosfato (ATP) per essere fosforilato su uno o più carboni, ma in assenza di enzimi questo avverrebbe a velocità tanto ridotte da essere insignificante. La rete del metabolismo cellulare dipende dunque dal set di enzimi funzionali presenti.
- Un'altra importante funzione degli enzimi è correlata alla digestione negli animali. Enzimi come le amilasi e le proteasi sono in grado di ridurre le macromolecole (nella fattispecie amido e proteine) in unità semplici (maltosio e amminoacidi), assorbibili dall'intestino. In alcuni casi gli enzimi necessari alla digestione possono essere prodotti da organismi ospiti del tubo digerente: nei ruminanti, ad esempio, la cellulasi necessaria alla degradazione della cellulosa è prodotta da alcune specie batteriche.
- Essi sono anche fondamentali per la trasduzione del segnale e la regolazione dei processi cellulari. In particolare, questi processi sono coordinati solitamente da chinasi e fosfatasi.[13]
- Gli enzimi sono anche in grado di generare movimento, come avviene ad esempio con la miosina, che idrolizza l'ATP generando la contrazione muscolare o con il trasporto di molecole nei vari dipartimenti cellulari attraverso il citoscheletro.[14]
- Altre ATPasi, localizzate presso le membrane cellulari, sono le pompe ioniche, coinvolte nel trasporto attivo.
- I virus contengono numerosi enzimi che permettono loro di infettare le cellule. Tra di essi figurano le integrasi e le retrotrascrittasi.
- Gli enzimi sono anche coinvolti in funzioni più esotiche, come la generazione di luce nella lucciola, resa possibile dalla presenza della luciferasi.[15]

## Struttura e funzionamento
L'attività degli enzimi è determinata dalla struttura terziaria (ovvero la conformazione tridimensionale) degli enzimi stessi.
La maggior parte degli enzimi presenta dimensioni decisamente maggiori dei substrati su cui agiscono. Solitamente la regione dell'enzima coinvolta nell'attività catalitica è molto ridotta (conta spesso solo 3-4 amminoacidi). La regione contenente questi residui catalitici, nota come sito attivo, si occupa di prendere contatto con il substrato e di portare a termine la reazione. Gli enzimi possono anche contenere regioni che legano cofattori necessari per la catalisi. Alcuni enzimi presentano anche siti di legame per piccole molecole, spesso prodotti diretti o indiretti della reazione catalizzata. Tale legame può incrementare o ridurre l'attività dell'enzima, attraverso una regolazione a feedback negativo.

### Specificità

Schema del modello dell'adattamento indotto

La maggior parte degli enzimi presenta una notevolissima specificità per la reazione catalizzata e per i substrati coinvolti. Tale specificità è legata a diversi fattori che caratterizzano l'associazione tra il substrato e il sito attivo, come la complementarità dal punto di vista strutturale, le cariche elettriche, la natura idrofila o idrofoba. Gli enzimi mostrano spesso livelli elevatissimi di stereospecificità, regioselettività e chemoselettività.
Alcuni degli enzimi che mostrano la maggiore specificità sono coinvolti nella replicazione e nell'espressione del genoma. Tali enzimi presentano meccanismi di proof-reading (correzione di bozze). Ad esempio enzimi come le DNA polimerasi sono in grado di catalizzare inizialmente la reazione di elongazione del filamento di DNA, quindi di valutare in un secondo momento l'efficienza e la correttezza dell'operazione stessa. Questo processo in due passaggi permette di ridurre enormemente gli errori compiuti (si stima che le DNA polimerasi di mammifero abbiano un tasso di errore di 1 su 100 milioni di reazioni catalizzate.) Simili meccanismi di proof-reading sono presenti anche nelle RNA polimerasi, nelle amminoacil-tRNA sintetasi e nei ribosomi.
Esistono in ogni caso anche diversi enzimi caratterizzati da una specificità relativamente più bassa. Diversi enzimi sono infatti in grado di agire su un numero ampio di substrati. Una possibile spiegazione di questa evidenza è legata al fatto che, dal punto di vista evolutivo, essa permetterebbe la costituzione di nuovi pathway metabolici.

#### Modellochiave-serratura
Il primo modello a essere stato messo a punto per spiegare la specificità degli enzimi è quello suggerito da Hermann Emil Fischer nel 1894, secondo il quale l'enzima e il substrato possiedono una forma esattamente complementare che ne permette un incastro perfetto. Tale modello è spesso definito come chiave-serratura. In ogni caso tale modello esplica bene la specificità degli enzimi, ma è decisamente meno affidabile nello spiegare la stabilizzazione dello stato di transizione che l'enzima raggiunge durante il legame con il substrato.

#### Modello dell'adattamento indotto
Nel 1958 Daniel Koshland propose una modifica del modello chiave-serratura: dal momento che gli enzimi sono strutture relativamente flessibili, egli suggerì che il sito attivo potesse continuamente modellarsi in base alla presenza o meno del substrato. Come risultato, il substrato non si lega semplicemente a un sito attivo rigido, ma genera un rimodellamento del sito stesso, che lo porta a un legame più stabile in modo da portare correttamente a termine la sua attività catalitica, come succede ad esempio per la esochinasi e per altri enzimi glicolitici. In alcuni casi, come avviene per le glicosidasi, anche il substrato può cambiare leggermente la propria forma all'ingresso nel sito attivo.

### Funzionamento
Il legame iniziale tra enzima e substrato è necessario anche da un punto di vista energetico. L'energia del legame deriva non solo da eventuali legami covalenti, ma anche da una fitta rete di interazioni deboli, ioniche o elettrostatiche. Solo il corretto substrato è in grado di partecipare a tutte le interazioni previste. Ciò, oltre a spiegare la sorprendente stabilità del legame tra enzima e substrato, permette di comprendere i meccanismi che conferiscono elevata specificità all'enzima stesso.
La riduzione dell'energia di attivazione può essere invece spiegata dal fatto che tutte le interazioni tra enzima e substrato sono possibili solo quando il substrato si trova nello stato di transizione. Tale stato è dunque stabilizzato (in un certo senso esso viene forzato) dal legame tra enzima e substrato. Il substrato nello stato di transizione può essere considerato un vero e proprio nuovo substrato di una nuova reazione, avente un'energia di attivazione inferiore a quella originale. La riduzione della ΔG‡ può dunque essere intesa come conseguenza della creazione di una sorta di nuova reazione, impossibile senza la presenza dell'enzima corretto.
L'affinità dell'enzima per il substrato è quindi la condizione necessaria per il suo funzionamento; ma questo non significa che nel complesso le forze di interazione debbano essere molto elevate: se il complesso enzima-substrato fosse eccessivamente stabile, per esempio, l'enzima non tenderebbe a formare i prodotti. Se fosse invece troppo alta l'affinità tra enzima e stato di transizione (o tra enzima e prodotto) la reazione si bloccherebbe, non permettendo al complesso di dissociarsi e liberare i prodotti.

#### Strategie catalitiche
Alcune delle strategie comunemente messe in atto dagli enzimi per catalizzare reazioni sono le seguenti.
- Catalisi covalente. Il sito attivo contiene un gruppo reattivo (solitamente nucleofilo), che viene legato covalentemente in modo temporaneo nel corso della reazione. Questo è il meccanismo sfruttato da enzimi come la chimotripsina.
- Catalisi acido-base. Nel sito attivo è presente un residuo amminoacidico che funge da donatore o accettore di elettroni. Nella stessa chimotripsina, ad esempio, è presente un'istidina in grado di incrementare il potere nucleofilo della serina, responsabile del legame con il substrato.
- Catalisi mediata da ioni metallici. Gli ioni metallici possono svolgere funzioni catalitiche in diversi modi. Ad esempio, possono funzionare da catalizzatori elettrofili, che stabilizzano la carica negativa di un intermedio di reazione. In modo analogo, uno ione metallico può generare un nucleofilo incrementando l'acidità di una molecola posta nelle vicinanze, come avviene per la molecola di acqua durante l'idratazione dell'anidride carbonica catalizzata dall'anidrasi carbonica. In alcuni casi, lo ione metallico può anche legare direttamente il substrato, incrementando così l'energia di legame. Questa è la strategia seguita ad esempio dalle nucleoside monofosfato chinasi (dette anche NMP chinasi).
- Catalisi da avvicinamento. In numerose reazioni che coinvolgono più substrati, il fattore limitante è la scarsa possibilità che i substrati si dispongano vicini e nel corretto orientamento. Enzimi come le stesse NMP chinasi sono ad esempio in grado di disporre due nucleotidi vicini tra loro, facilitando il trasferimento di un gruppo fosfato da un nucleotide all'altro.

Analisi recenti hanno svelato ulteriori correlazioni tra le dinamiche interne dell'enzima e l'efficienza di catalisi risultante.
Le regioni interne di un enzima (dai singoli amminoacidi fino alle eliche alfa) possono cambiare posizione e conformazione in tempi che vanno dai femtosecondi ai secondi: sono tali spostamenti a cambiare la rete di interazioni possibili con il substrato, con conseguenze importanti a livello di aumento o un calo dell'efficienza catalitica. Questo ha conseguenze fondamentali a livello dello studio della modulazione allosterica, dell'inibizione e dell'attivazione enzimatica.

### Modulazione allosterica

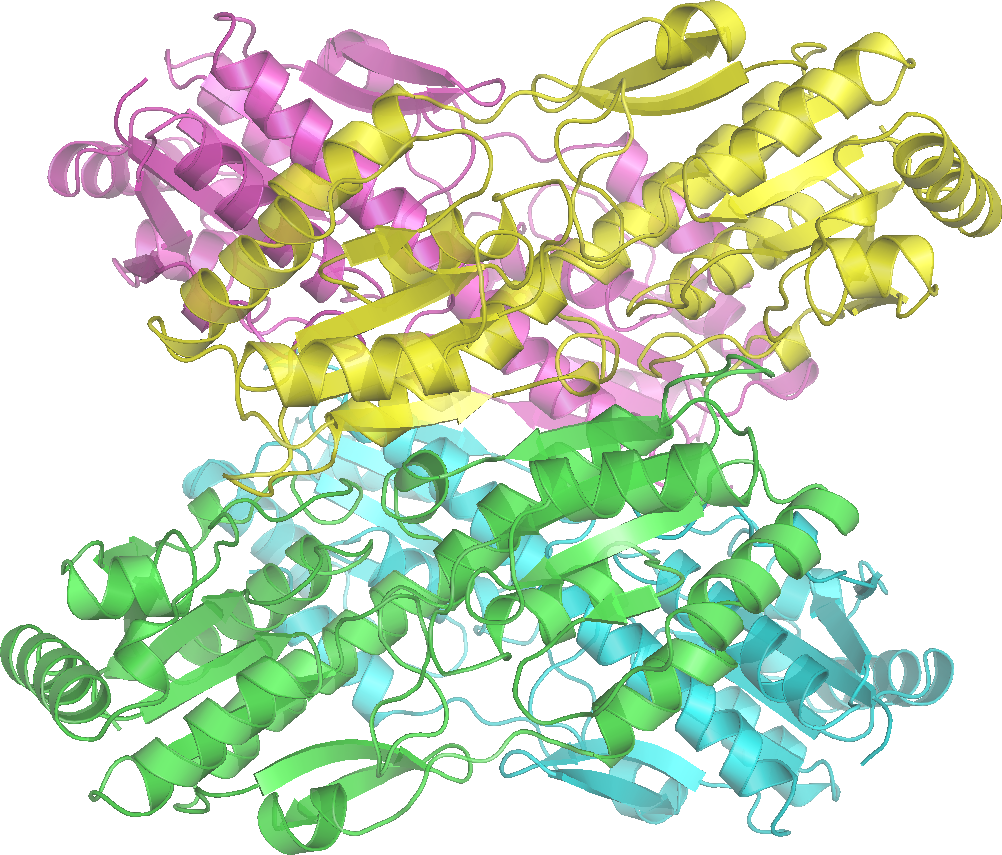
L'enzima 6-fosfofruttochinasi, dotato di siti di modulazione allosterica

Alcuni enzimi sono provvisti, oltre che del sito attivo, anche di cosiddetti siti allosterici, che funzionano come degli interruttori, potendo bloccare o attivare l'enzima. Quando una molecola particolare fa infatti da substrato per questi siti, la struttura dell'enzima viene completamente modificata, al punto che esso può non funzionare più. Al contrario, può avvenire che la deformazione metta in funzione l'enzima. Molto spesso la deformazione consiste in un riorientamento dei domini che compongono l'enzima in modo da rendere il sito attivo più accessibile (attivatori) o meno accessibile (inibitori).
Queste molecole che regolano l'attività enzimatica sono dette effettori allosterici o modulatori allosterici.
Il sito allosterico può essere anche lo stesso sito attivo dell'enzima: in questo caso, in genere, gli attivatori sono gli stessi reagenti, mentre gli inibitori allosterici saranno i prodotti.
Molti effettori hanno effetti simili su più enzimi diversi: in questo modo l'allosteria può essere utilizzata per sincronizzare diverse reazioni che si trovano lungo la stessa via o su vie diverse. Ad esempio l'ATP è un inibitore allosterico di molti enzimi che operano su reazioni di catabolismo (quali ad esempio glicolisi e ciclo di Krebs), per cui quando la sua concentrazione è alta (ovvero la cellula ha molta energia a disposizione) lo stesso ATP rallenta le vie che portano alla produzione di ulteriori molecole ad alto contenuto energetico.

### Meccanismi di reazione a due substrati
I meccanismi di reazione a due substrati sono:
- Bi-Bi ordinato: si legano i substrati S1 e S2 e si staccano i prodotti P1 e P2 in ordine (come in molte ossidoreduttasi NAD+(P) dipendenti).
- Bi-Bi Random: si legano i due substrati e si staccano i due prodotti in vari ordini (come in molte chinasi e alcune deidrogenasi).
- Ping Pong (o doppio spostamento): si attacca il substrato S1 e si stacca il prodotto P1, poi si attacca S2 e si stacca P2 (come per le aminotransferasi e serina proteasi).

## Cofattori
Molti enzimi contengono molecole non proteiche che partecipano alla funzione catalitica. Queste molecole, che si legano spesso all'enzima nelle vicinanze del sito attivo, vengono definite cofattori. Combinandosi con la forma non attiva dell'enzima (apoenzima), esse danno origine a un enzima cataliticamente attivo (oloenzima).
Queste molecole spesso vengono divise in due categorie sulla base della natura chimica: i metalli e i coenzimi (piccole molecole organiche).
Sulla base del legame con l'enzima, invece, si distinguono i gruppi prostetici e i cosubstrati. I gruppi prostetici sono di solito strettamente legati agli enzimi, generalmente in modo permanente. I cosubstrati sono invece legati più debolmente agli enzimi (una singola molecola di cosubstrato a volte può associarsi successivamente con enzimi diversi) e servono come portatori di piccole molecole da un enzima a un altro. La maggior parte delle vitamine, composti che gli esseri umani e altri animali non sono in grado di sintetizzare autonomamente, sono cofattori (o precursori di cofattori).

## Termodinamica

Diagramma di una reazione catalitica che mostra l'energia richiesta a vari stadi lungo l'asse del tempo (coordinate di reazione). I substrati normalmente necessitano di una notevole quantità di energia (picco rosso) per giungere allo stato di transizione, onde reagire per formare il prodotto. L'enzima crea un microambiente nel quale i substrati possono raggiungere lo stato di transizione (picco blu) più facilmente, riducendo così la quantità d'energia richiesta. Essendo più facile arrivare a uno stato energetico minore la reazione può avere luogo più frequentemente e di conseguenza la velocità di reazione sarà maggiore.

Come per tutti i catalizzatori, gli enzimi non modificano l'equilibrio chimico della reazione. Solitamente, in presenza di un enzima, la reazione si svolge nella stessa direzione in cui si svolgerebbe senza. L'unica differenza è la velocità della reazione. Di conseguenza, gli enzimi possono catalizzare in modo equivalente sia la reazione diretta che quella inversa. Ad esempio, l'anidrasi carbonica catalizza la reazione in entrambe le direzioni a seconda della concentrazione dei reagenti.
{\displaystyle \mathrm {CO_{2}+H_{2}O{}^{\mathrm {\quad anidrasi\ carbonica} }\!\!\!\!\!\!\!\!\!\!\!\!\!\!\!\!\!\!\!\!\!\!\!\!\!\!\!\!\!\!\!\!\!\!\!\!\!\!\!\!\!\!{\overrightarrow {\qquad \qquad \qquad \qquad }}H_{2}CO_{3}} } (nei tessuti, con alta concentrazione di CO2)
{\displaystyle \mathrm {H_{2}CO_{3}{}^{\mathrm {\quad anidrasi\ carbonica} }\!\!\!\!\!\!\!\!\!\!\!\!\!\!\!\!\!\!\!\!\!\!\!\!\!\!\!\!\!\!\!\!\!\!\!\!\!\!\!\!\!\!{\overrightarrow {\qquad \qquad \qquad \qquad }}CO_{2}+H_{2}O} } (nel polmone, con bassa concentrazione di CO2)
In ogni caso, se l'equilibrio è decisamente spostato in una direzione (in caso ad esempio di una reazione esoergonica), la reazione diventa irreversibile, e l'enzima si trova de facto a poter catalizzare la reazione solo in quella direzione.
Sebbene l'unica differenza tra la presenza e l'assenza di un enzima sia la velocità di reazione, a volte l'assenza dell'enzima può dare il via allo sviluppo di altre reazioni non catalizzate, che conducono alla formazione di diversi substrati. In assenza di catalizzatori, infatti, possono subentrare reazioni differenti, caratterizzate da una minore energia di attivazione.
La presenza degli enzimi, inoltre, può permettere l'accoppiamento di due o più reazioni, in modo che una reazione favorita dal punto di vista termodinamico possa essere sfruttata per portarne a termine una sfavorita. Questo è quello che avviene con l'idrolisi dell'ATP, utilizzata comunemente per avviare numerose reazioni biologiche.

## Cinetica

Meccanismo di una reazione a substrato (S) singolo catalizzata da un enzima (E) a generare un prodotto (P)

La cinetica enzimatica si occupa in modo particolare degli aspetti cinetici (cioè legati al fattore tempo) del legame enzima-substrato e della conseguente generazione di un prodotto. I dati di velocità utilizzati nelle analisi cinetiche sono ottenuti da saggi enzimatici. Nel 1913 Leonor Michaelis e Maud Menten proposero una teoria quantitativa della cinetica enzimatica, che è tuttora nota come cinetica di Michaelis-Menten. Il loro lavoro è stato ulteriormente ampliato nel 1925 da George Edward Briggs e John Burdon Sanderson Haldane, che hanno messo a punto le equazioni cinetiche utilizzate comunemente ancora oggi.
Il maggior contributo di Michaelis e Menten fu quello di suddividere idealmente l'azione degli enzimi in due fasi. Nella prima fase, il substrato si lega reversibilmente all'enzima, formando il complesso enzima-substrato (ES), a volte chiamato complesso di Michaelis-Menten in loro onore. La fase successiva è la vera e propria conversione del substrato a prodotto.

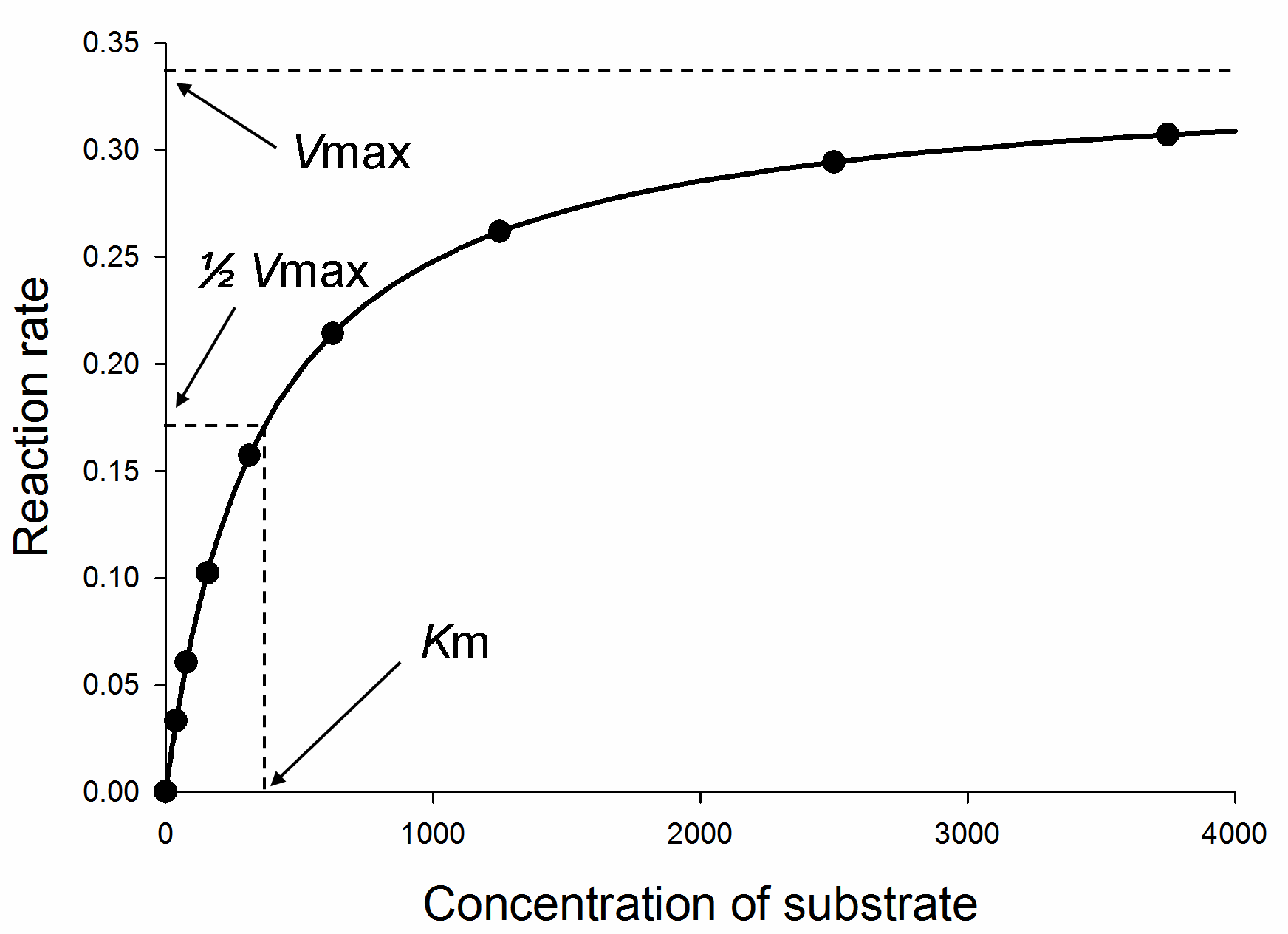
Curva di saturazione per una reazione enzimatica: evidenziata la relazione tra la concentrazione di substrato (S) e la velocità di reazione (v)

Gli enzimi sono in grado di catalizzare alcuni milioni di reazioni al secondo. Per esempio, la reazione catalizzata dalla orotidina-5-fosfato decarbossilasi impiega circa 25 millisecondi per processare la stessa quantità di substrato che, in assenza dell'enzima, verrebbe convertita in 78 milioni di anni.
La velocità enzimatica dipende dalle condizioni della soluzione e dalla concentrazione del substrato. Condizioni denaturanti, come le alte temperature, pH lontani dalla neutralità o alte concentrazioni saline riducono l'attività enzimatica. Alte concentrazioni di substrato, invece, tendono a incrementare l'attività.
La velocità massima di una reazione enzimatica è individuabile incrementando la concentrazione di substrato fino a raggiungere un livello a cui la velocità stessa rimane costante (nella curva di saturazione, è il livello indicato in alto a destra). La saturazione ha luogo perché, all'aumentare della concentrazione di substrato, una quantità sempre maggiore di enzima libero è convertita nella forma ES. Alla velocità massima (definita Vmax) dell'enzima, tutti i siti attivi dell'enzima sono saturi di substrato, e l'ammontare del complesso ES è pari a quello dell'enzima stesso.

### Le costanti cinetiche degli enzimi
La Vmax è solo una delle costanti cinetiche che caratterizzano gli enzimi. Un'altra molto usata fornisce informazioni sulla quantità di substrato necessaria per raggiungere una determinata velocità di reazione. Si tratta della costante di Michaelis-Menten (abbreviata comunemente come Km), che è un indice di affinità tra l'enzima e il substrato e coincide con la concentrazione di substrato a cui si realizza metà della Vmax. Ogni enzima presenta una Km caratteristica relativamente a ogni diverso substrato.
Altra costante molto utilizzata è la kcat (o numero di turnover), definita come il numero di molecole di substrato convertite per secondo da una singola molecola di enzima quando è saturata con il substrato.
L'efficienza dell'enzima può essere espressa come rapporto tra kcat e Km. Tale rapporto è anche definito costante di specificità. Dal momento che tale costante incorpora sia l'affinità che l'abilità catalitica, spesso si utilizza per confrontare l'efficienza di diversi enzimi o quella di un unico enzima con differenti substrati. Il massimo teoretico per la costante di specificità è chiamato limite di diffusione ed è compreso tra 108 e 109 M-1 s-1. In questo intervallo, ogni collisione tra enzima e substrato ha come effetto la produzione di un prodotto, e la velocità di formazione del prodotto è limitata solo dalla velocità di diffusione. Enzimi che presentano una tale proprietà sono detti enzimi cataliticamente perfetti o cineticamente perfetti. Esempi di enzimi di questo tipo sono la trioso fosfato isomerasi, l'anidrasi carbonica, l'acetilcolinesterasi, la catalasi, la fumarasi, la beta lattamasi e la superossido dismutasi.
Alcuni enzimi possono operare con velocità maggiori dei limiti di diffusione. Sebbene ciò possa sembrare impossibile, esistono alcuni modelli in grado di spiegare il fenomeno.

## Inibizione enzimatica

Gli inibitori competitivi legano l'enzima in modo reversibile, impedendo il legame con il substrato. Il legame con il substrato, viceversa, impedisce il legame dell'inibitore.

Gli inibitori non competitivi legano siti alternativi a quello che lega il substrato. Il legame di tali inibitori, tuttavia, genera cambiamenti conformazionali tali da impedire l'ingresso del substrato o generarne la sua espulsione.

Gli inibitori enzimatici sono sostanze in grado di diminuire o annullare l'azione catalitica di un enzima. Possono agire legandosi al sito attivo competitivamente al substrato (inibizione competitiva) o legandosi a un sito allosterico. L'inibizione può essere reversibile, rendendo possibile il ripristino della funzione catalitica dell'enzima tramite aumento della concentrazione del substrato rispetto all'inibitore; o irreversibile con l'impossibilità di potere ripristinare l'attività catalitica. Gli induttori, invece, sono sostanze in grado di interagire con i siti enzimatici in modo da aumentare la funzionalità dell'enzima.

### Inibitori reversibili
Sono molecole che si legano non covalentemente all'enzima motivo per cui dopo la loro rimozione l'enzima torna a essere funzionante.

#### Inibizione competitiva
Gli inibitori competitivi occupano il sito di legame del substrato, impedendo al substrato di legarsi correttamente (formazione di un complesso EI al posto di uno ES). Se però si verifica prima il legame enzima-substrato, l'inibitore competitivo perde di efficacia. La consistenza dell'inibizione dipende dunque sia dalla concentrazione di inibitore che da quella di substrato. Spesso gli inibitori competitivi mimano in modo notevole la forma dei substrati di cui inibiscono il legame. Ad esempio il metotrexato è un inibitore competitivo della diidrofolato reduttasi, che catalizza la riduzione del diidrofolato a tetraidrofolato.
All'aumentare della concentrazione di inibitore la kmapp aumenta la velocità della reazione. Asintoticamente però la velocità tende ancora a Vmax per cui l'effetto dell'inibitore può essere annullato aumentando la concentrazione di substrato.

#### Inibizione acompetitiva (e incompetitiva)
Un inibitore acompetitivo si lega a un sito diverso da quello del substrato, presente solamente nel complesso ES: interagisce solo con ES e non con E.
Vmax e km diminuiscono di uno stesso fattore all'aumentare della concentrazione di inibitore: Vmax/km è costante.

#### Inibizione mista
Variano sia Vmax che km in modo diverso. È una generalizzazione dell'inibizione non competitiva, la quale è piuttosto rara sperimentalmente.

##### Inibizione non competitiva
Gli inibitori non competitivi sono in grado di legare siti differenti dal sito attivo. Essi sono dunque in grado di legare sia l'enzima libero, sia in configurazione ES. Il loro legame all'enzima genera un cambiamento conformazionale dell'enzima stesso, che può avere come conseguenza l'inibizione del legame tra enzima e substrato. Non essendoci dunque competizione tra inibitore e substrato, l'importanza dell'inibizione dipende esclusivamente dalla concentrazione dell'inibitore stesso.
L'inibitore causa una diminuzione della Vmax ma non modifica la km.
In pratica l'inibizione acompetitiva e l'inibizione mista avvengono solo negli enzimi con due o più substrati.

### Inibitori irreversibili
Alcuni inibitori sono in grado di reagire con l'enzima e formare un legame covalente. L'inattivazione così indotta è irreversibile. Esistono diversi composti di questo tipo: una classe importante è quella dei cosiddetti inibitori suicidi, che contano al loro interno la eflornitina, un farmaco utilizzato per trattare la malattia del sonno. Anche la penicillina e i suoi derivati agiscono in questo modo. Gli antibiotici di questa classe vengono legati dal sito attivo dell'enzima bersaglio (le transpeptidasi) e vengono convertiti in un intermedio che reagisce in modo irreversibile con alcuni residui presenti nel sito attivo.

### Utilizzi degli inibitori
Gli inibitori sono spesso utilizzati come farmaci, ma possono agire anche come veri e propri veleni. In realtà, la differenza tra farmaco e veleno è esclusivamente una questione di dose del composto: la maggior parte dei farmaci, infatti, se somministrati ad alte dosi può risultare tossica, come già Paracelso evidenziò nel XVI secolo: "In tutte le cose c'è un veleno, e senza un veleno non c'è nulla. Il principio della dose è lo stesso per cui gli antibiotici e gli altri agenti anti-infezione sono veleni per il patogeno e non per l'organismo umano.
- Un esempio di inibitore utilizzato come farmaco è l'aspirina, che inibisce l'attività delle ciclossigenasi COX-1 e COX-2, che producono le prostaglandine, mediatori dell'infiammazione, riducendo dunque la sensazione di dolore.
- Il cianuro è invece un inibitore irreversibile che si combina con il rame e il ferro presenti nel sito attivo dell'enzima citocromo-c ossidasi, bloccando la catena di trasporto degli elettroni e, di conseguenza, la respirazione cellulare.[44]

In molti organismi anche i prodotti degli enzimi possono agire come una sorta di inibitori, attraverso un meccanismo di feedback negativo. Se un enzima produce troppo prodotto, esso può infatti agire come inibitore dell'enzima stesso, riducendo o bloccando la produzione di ulteriore prodotto. Tale meccanismo è molto frequente negli enzimi coinvolti in pathway metabolici: la esochinasi, ad esempio, è inibita da alte quantità di glucosio-6-fosfato.

## Regolazione dell'attività enzimatica
La cellula è in grado di controllare l'attività degli enzimi in almeno cinque modalità principali.
1. Produzione degli enzimi. La trascrizione e la sintesi proteica dei geni relativi agli enzimi sono controllati con i comuni meccanismi che regolano l'espressione genica. In particolare, tale regolazione spesso risponde a stimoli esterni alla cellula. Ad esempio, alcuni batteri possono diventare resistenti agli antibiotici attraverso l'induzione di enzimi ad hoc (ad esempio la resistenza alla penicillina è dovuta all'enzima beta-lattamasi, che genera l'idrolisi dell'anello beta-lattamico che caratterizza la molecola). Un altro esempio è l'induzione delle citocromo P450 ossidasi nel fegato, coinvolte nel metabolismo dei farmaci.
2. Compartimentalizzazione degli enzimi. L'utilizzo di vescicole e organelli da parte della cellula è essenziale per permettere lo svolgimento di diversi pathway metabolici (anche partendo dagli stessi substrati di base). Ad esempio gli acidi grassi sono biosintetizzati da un set di enzimi presenti nel citosol, nel reticolo endoplasmatico e nell'apparato del Golgi, mentre gli stessi acidi grassi sono utilizzati nel mitocondrio, come fonte di energia attraverso la beta ossidazione.[45]
3. Feedback negativo. I prodotti finali di un pathway metabolico sono spesso inibitori dei primi enzimi della stessa via metabolica (solitamente quelli che caratterizzano le reazioni irreversibili), regolando così l'intero flusso della via metabolica. Un tale meccanismo di regolazione è definito a feedback negativo, perché la quantità di prodotto generato dipende dalla concentrazione del prodotto stesso. I meccanismi di feedback negativo sono in grado di regolare finemente l'attività degli enzimi in base alle necessità della cellula, permettendo una ottimizzazione della gestione dei metaboliti a disposizione e un corretto mantenimento dell'omeostasi.
4. Modificazioni post traduzionali. La fosforilazione, la miristilazione e la glicosilazione sono solo alcune delle possibili modificazioni che i singoli amminoacidi di un enzima possono subire in seguito alla sua traduzione. Tali modificazioni sono molto utilizzate per la regolazione della trasduzione del segnale. Ad esempio la cellula epatica è in grado di rispondere al segnale ormonale dell'insulina attraverso la fosforilazione di numerosi enzimi, tra cui la glicogeno sintetasi, che così avvia la glicogenosintesi, riducendo la glicemia.[46] Un altro esempio di modificazione post traduzionale è il taglio di intere sezioni di proteina. La chimotripsina, ad esempio, è biosintetizzata in forma inattiva (come chimotripsinogeno) nel pancreas e viene trasportata nell'intestino tenue, dove è attivata. Questo permette all'enzima di non avviare la sua attività proteolitica nel sito di produzione (nel pancreas anche perché, in questo caso, essendo un enzima proteolitico causerebbe l'autodigestione della cellula stessa), ma solo dove ce n'è davvero bisogno (nel tubo digerente). Questi tipi di precursori inattivi sono detti zimogeni.
5. Attivazione in ambienti differenti da quelli di produzione. Un'ultima via di regolazione molto usata è la biosintesi di enzimi attivi solo in condizioni molto differenti. L'emoagglutinina del virus dell'influenza, ad esempio, viene attivata solo in seguito a un notevole cambiamento conformazionale indotto dal contatto con l'ambiente acido dell'endosoma della cellula infettata.[47] Simile processo subiscono gli enzimi lisosomiali, che vengono attivati solo in presenza del pH acido tipico dell'organello.

## Cascate enzimatiche
Le cascate enzimatiche sono sistemi costituiti da più enzimi i quali agiscono tra loro causando delle modificazioni covalenti. Le cascate possono essere monocicliche, bicicliche o multicicliche.

## Effetto del pH sull'attività degli enzimi
Gli enzimi, come le altre proteine, presentano attività massima a un pH ottimale. A pH diversi alcuni residui amminoacidici si protonano o deprotonano modificando la struttura del sito attivo e dell'enzima in generale. Questo ne diminuisce o inibisce l'attività catalitica.

## Enzimi e patologie
Dal momento che il controllo dell'attività enzimatica è necessario per l'omeostasi cellulare, qualsiasi suo malfunzionamento può indurre risultati patologici. Mutazioni, sovrapproduzione o sottoproduzione del gene codificante per un enzima può indurre ad esempio una patologia genetica. L'importanza degli enzimi nei processi cellulari può essere ulteriormente dimostrata dal fatto che il malfunzionamento di un solo enzima (su migliaia) è in grado di indurre una patologia seria. Per ogni enzima esiste una patologia da malfunzionamento presente solitamente in percentuali di popolazione tale da renderle le tipiche patologie rare (tipicamente caratterizzate da ritardo mentale, qualora non sia possibile evitare l'assunzione alimentare dei substrati di quell'enzima o ciò sia stato fatto troppo tardi); eccezione per gli enzimi il cui malfunzionamento è incompatibile con la vita stessa che perciò nel caso di mutazione o affioramento del gene recessivo il concepimento è abortito sul nascere.
Ad esempio la fenilchetonuria è dovuta alla mutazione di un solo amminoacido nel gene per la fenilalanina idrossilasi, che catalizza il primo step nella conversione della fenilalanina a tirosina, essenziale per evitare all'organismo gli effetti tossici dovuti all'accumulo ematico di fenilalanina. Tale mutazione genera la perdita di ogni attività enzimatica, con conseguenze neurologiche gravi, tra cui un importante ritardo mentale.

## Applicazioni industriali
Gli enzimi sono enormemente utilizzati nell'industria chimica e in altre applicazioni industriali che richiedono catalizzatori estremamente specifici. Le principali limitazioni al loro impiego sono la scarsa stabilità in solventi differenti da quello biologico e - ovviamente - il numero limitato di reazioni per cui l'evoluzione ha messo a punto enzimi efficaci. Di conseguenza, sta assumendo un'importanza sempre crescente una nuova area di ricerca che punta alla messa a punto di enzimi con determinate proprietà, sia attraverso la modifica di enzimi esistenti, sia attraverso una sorta di evoluzione in vitro. Sebbene le reazioni catalizzate da enzimi siano altamente efficienti, alcuni enzimi dipendono dai cofattori della nicotinamide (NADH/NAD+, NADPH/ NADP+). A causa del prezzo elevato di tali cofattori, questi processi non sarebbero economicamente competitivi. Nel recente passato alcuni composti sintetici sono stati identificati come controparti biomimetiche economicamente e funzionalmente molto promettenti dei cofattori naturali. 
| Settore                        | Applicazione                   | Enzimi utilizzati                                                                                | Funzioni |
| Industria alimentare           | Panificazione                  | α-amilasi fungine.                                                                               | Catalizzano la conversione dell'amido presente nella farina in zuccheri semplici. Utilizzate nella produzione di pane in genere, si inattivano intorno ai 50 °C e sono dunque distrutte durante il processo di cottura.                                        |
| Industria alimentare           | Panificazione                  | Proteasi                                                                                         | I produttori di biscotti le utilizzando per ridurre la concentrazione di proteine nella farina. |
| Industria alimentare           | Alimenti per neonati           | Tripsina                                                                                         | Proteasi utilizzata per predigerire gli alimenti destinati ai neonati. |
| Industria alimentare           | Birrificazione                 | Enzimi contenuti nell'orzo.                                                                      | Degradano amido e proteine producendo zuccheri semplici, amminoacidi e brevi peptidi, utilizzati dai lieviti per la fermentazione. |
| Industria alimentare           | Birrificazione                 | Enzimi dell'orzo prodotti industrialmente.                                                       | Largamente utilizzati per la birrificazione industriale come sostituto degli enzimi naturali dell'orzo. |
| Industria alimentare           | Birrificazione                 | Amilasi, glucanasi e proteasi                                                                    | Degradano i polisaccaridi e le proteine del malto. |
| Industria alimentare           | Birrificazione                 | Beta glucosidasi                                                                                 | Ottimizza il processo di filtrazione. |
| Industria alimentare           | Birrificazione                 | Amiloglucosidasi                                                                                 | Permette la produzione di birre a basso contenuto calorico. |
| Industria alimentare           | Birrificazione                 | Proteasi                                                                                         | Rimuovono la torbidezza che si genera durante la conservazione delle birre. |
| Industria alimentare           | Succhi di frutta               | Cellulasi, pectinasi                                                                             | Chiarificano i succhi di frutta |
| Industria alimentare           | Industria casearia             | Rennina                                                                                          | Derivata dallo stomaco di giovani ruminanti (come vitelli e agnelli), è usata nella manifattura di formaggi per idrolizzare proteine. |
| Industria alimentare           | Industria casearia             | Vari enzimi prodotti da microrganismi                                                            | Il loro impiego è crescente nel settore. |
| Industria alimentare           | Industria casearia             | Lipasi                                                                                           | Utilizzata nella produzione di formaggi come il Roquefort. |
| Industria alimentare           | Industria casearia             | Lattasi                                                                                          | Degradano il lattosio a glucosio e galattosio. |
| Industria alimentare           | Intenerimento della carne      | Papaina                                                                                          | Con la sua azione proteolitica, ammorbidisce la carne per la cottura. |
| Industria alimentare           | Trattamento dell'amido         | Amilasi, amiloglucosidasi e glucoamilasi                                                         | Convertono l'amido in glucosio (molto utilizzati nella produzione di sciroppi). |
| Industria alimentare           | Trattamento dell'amido         | Glucosio isomerasi                                                                               | Converte il glucosio in fruttosio, per la produzione di sciroppi ad alta concentrazione di fruttosio (che, rispetto al saccarosio, presenta alte caratteristiche dolcificanti e basso contenuto calorico).                                                     |
| industria cartiera             | industria cartiera             | Amilasi, xilanasi, cellulasi e ligninasi                                                         | Le amilasi favoriscono la degradazione dell'amido, al fine di ottenere una viscosità inferiore. Le xilanasi favoriscono lo sbiancamento della carta. Le cellulasi ammorbidiscolo le fibre. Le ligninasi rimuovono la lignina per rendere la carta più morbida. |
| Produzione di biocarburanti    | Produzione di biocarburanti    | Cellulasi                                                                                        | Utilizzate per degradare la cellulosa in zuccheri semplici utilizzabili per le fermentazioni. |
| Detersivi                      | Detersivi                      | Soprattutto proteasi, in una specifica isoforma in grado di funzionare all'esterno delle cellule | Utilizzate nelle fasi di prelavaggio, con applicazione diretta sulle macchie di natura proteica. |
| Detersivi                      | Detersivi                      | Amilasi                                                                                          | Utilizzate per il lavaggio di stoviglie con macchie particolarmente resistenti di amido e derivati. |
| Detersivi                      | Detersivi                      | Lipasi                                                                                           | Utilizzate per ottimizzare la rimozione di macchie di unto e grassi di vario tipo. |
| Pulizia delle lenti a contatto | Pulizia delle lenti a contatto | Proteasi                                                                                         | Permettono la rimozione di varie proteine dalle lenti, per prevenire eventuali infezioni. |
| Produzione di gomma            | Produzione di gomma            | Catalasi                                                                                         | Consente la produzione di ossigeno a partire dal perossido, per convertire il lattice in gomma schiumosa. |
| Fotografia                     | Fotografia                     | Proteasi (ficina)                                                                                | Degradano la gelatina presente sulle pellicole di scarto per il recupero del contenuto di argento. |
| Biologia molecolare            | Biologia molecolare            | Enzimi di restrizione, DNA ligasi e polimerasi                                                   | Utilizzate per la manipolazione del DNA nelle tecniche di ingegneria genetica. Ampi utilizzi in farmacologia, agricoltura e medicina (tra cui la medicina forense).                                                                                            |